# Нота Д
Д је музичка нота целог тона изнад Ц. Нота Д је у солмизацији нота ре. По ноти Д-е се праве и лествице. На пример Д-дур и Д-мол.
Све ноте као и нота Д се пишу латиницом. Нота ре се у нотном систему виоинског кључа пише испод прве линије, док се у бас кључу се пише на трећој линији. На клавиру се нота ре свира у средини прве две повисилице.